# Kázmér és Huba
A Kázmér és Huba (eredeti címén Calvin and Hobbes) Bill Watterson író és rajzoló képsora. A sorozat eredetileg 1985 és 1995 között jelent meg az Egyesült Államokban, a Universal Press Syndicate sajtóügynökség közvetítésével. A képregény két címszereplője Kázmér (eredetileg Calvin), a hatéves örökmozgó és öntörvényű kisfiú, valamint Huba (eredetileg Hobbes), Kázmér plüsstigrise és egyben legjobb barátja. Míg Kázmér szemében Huba legtöbbször antropomorf tigrisként jelenik meg, addig a történetek más szereplői egyszerű plüss játékfigurának látják. A kritikailag is elismert képsorok népszerűsége megjelenésük során folyamatosan nőtt, megszűnésekor már nagyjából 2400 újság oldalán volt olvasható az Egyesült Államokban. A Kázmér és Huba egyike az amerikai képregény történetében legsikeresebb és legelismertebb képsoroknak. A sorozatról számos tanulmány született. A Kázmér és Huba mintegy 3000, Bill Watterson által adományozott eredeti képsorát 2005 óta az Ohio Állami Egyetem Billy Ireland Képregény Könyvtár és Múzeuma őrzi.
A nyilvánosságtól való visszahúzódásáról ismert Watterson sajtóügynökségéhez fűződő kapcsolatát szinte a Kázmér és Huba megjelenésének kezdetétől fogva folyamatos viták és kompromisszumok jellemezték. Az alkotó nem volt hajlandó képsora licencét áruba bocsátani, mivel úgy gondolta, hogy munkája bármi más formában való felhasználása rombolná az eredeti alkotást. Watterson kitartó állásfoglalása révén a Kázmér és Huba népszerű szereplői néhány ritka kivételtől eltekintve egyetlen más kereskedelmi terméken sem tűntek fel, csak magukban a képsorok gyűjteményköteteiben és néhány, a sorozatot megjelentető folyóiratoknak küldött reklámterméken.
A Kázmér és Huba magyar fordításban az 1990-es évek elejétől kezdve jelent meg különböző képregényfüzetekben és folyóiratokban, így például a Képregény Koktélban, a Tiszta Diliben, a Garfieldban és a Metropolban. A képsor gyűjteménykötetekben való kiadását, Nikowitz Nóra fordításában a Vad Virágok Könyvműhely kezdte meg 2007-ben.

## A képsor megszületése
Bill Watterson pályafutását a The Cincinnati Post politikai karikaturistájaként kezdte, de néhány hónap próbaidő után elbocsátották a napilaptól. Miután több újság is elutasította jelentkezését, úgy érezte, hogy hiányzik belőle az a „gyilkos ösztön”, ami ehhez a hivatáshoz szükséges, és visszatért régi hobbijához, a képregényrajzoláshoz. Az első képsora, melyet elküldött a sajtóügynökségekhez, egy scifiparódia, a Spaceman Spiff volt, mely egy korábbi, még középiskolai évei alatt készített képregényén alapult. A sajtóügynökségek folyamatosan visszautasították a munkáit, így kényszerűségből reklámrajzolóként helyezkedett el, melyet saját bevallása szerint gyűlölt. Eközben újabb és újabb képsorokon dolgozott. Egyik ilyen munkájában, melyben tucatnyi karakter is feltűnt, jelent meg a központi szereplő kisöccseként egy Marvin nevű kisfiú, és Hobbes (a magyar fordításban Huba) nevű plüsstigrise, aki a gyermek fantáziájában életre kelt. Az egyik sajtóügynökség, a United Feature Syndicate visszajelzésében azt javasolta, hogy a képsor tényleges főhőse helyett inkább erre a két szereplőre koncentráljon. Watterson szintén úgy gondolta, hogy ők ketten rejtik magukban a legnagyobb lehetőséget, de bizonytalan volt abban, hogy önmagukban is életképesek lennének. Kétségei azonban hamar eloszlottak, mivel szinte azonnal azonosulni tudott a két szereplővel. A kisfiút átkeresztelte Calvinra (a magyar fordításban Kázmér) és új, kócos frizurát rajzolt neki. Huba gyakorlatilag változatlan maradt. A kezdeti biztató jelek és a sajtóügynökséggel való átmeneti együttműködés ellenére azonban a United végül mégsem kötött végleges szerződést Wattersonnal. A sajtóügynökség negatív hozzáállásához Watterson szerint az is hozzájárulhatott, hogy a United felkínálta számára a lehetőséget, hogy vegye be képsorába az általuk megalkotott Robotman nevű szereplőt is, amit ő visszautasított. Munkája iránt a következő komoly érdeklődő a Universal Press Syndicate volt, akik végül, öt évvel Watterson első próbálkozása után, átvették tőle a képsort, és szerződést kötöttek vele.

## A megjelenés története
Kázmér és Huba első képsora, mely a két jóbarát egymásra találását mesélte el, 1985. november 18-án, nagyjából 35 újságban jelent meg. A hatéves örökmozgó kisfiú és eleven plüsstigrisének történetei rövid idő alatt igen nagy népszerűségre tettek szert az olvasók körében. Bő egy évvel első megjelenése után a Kázmér és Huba már nagyjából 250 újságban volt olvasható szerte az Egyesült Államokban, a Los Angeles Times 1987. április 1-jei számában pedig már külön cikkben mutatta be a képsor alkotóját. Az olvasók mellett Bill Watterson munkásságát a szakma is elismerésben részesítette, és az évek során több díjjal is jutalmazta.
Watterson Kázmér és Hubája 1990-ben, a Detroit Free Press 17 595 olvasójának visszajelzése alapján az év legjobb képsora lett az újságban, és más lapokban is, így például a The Philadelphia Inquirerben is hasonlóan népszerű maradt. 1991-re a Kázmér és Huba már 1800 amerikai lapban volt olvasható. 1991 májusában Watterson kilenc hónapos szabadságot vett ki, hogy feltöltődjön és kutatásokat végezzen a képsor számára. A Universal ez idő alatt a sorozat első tizennégy hónapjának történeteiből válogatott képsorokkal látta el az újságokat, amik közül csak néhány döntött úgy, hogy emiatt felhagy a Kázmér és Huba megjelentetésével. A sorozat 1992 februárjában folytatódott ismét új történetekkel, valamint egy, Watterson igényeinek megfelelően megújult vasárnapi formátummal, melyet nagyobb helyigénye miatt számos kritika ért az újságok szerkesztői részéről. A Kázmér és Huba ekkor már a negyedik legtöbb helyen közölt képsor volt az Egyesült Államokban a Peanuts, a Garfield és a Blondie után.
1994 áprilisa és decembere között Watterson ismét kutatószabadságra ment, ami alatt a sajtóügynökség az 1989 és 1990 között született képsorokból pótolta a kiesést. A Universal Press Syndicate azzal magyarázta az újabb szünetet, hogy más alkotókkal szemben Watterson egyedül, asszisztens nélkül dolgozik, képsorai pedig jóval aprólékosabbak és kidolgozottabbak, mint más humoros képregények. Watterson későbbi magyarázata szerint elsősorban nem közvetlenül a képsor elkészítésében merült ki, hanem sokkal inkább a sajtóügynökséggel, a Kázmér és Huba licencei felett való egyre hevesebb vitákban. A szakma véleménye megoszlott Watterson második hosszú távú szabadságáról. Amellett, hogy elismerték, hogy a Kázmér és Huba az egyik legsikeresebb megjelenő képsor, többen az olvasók elpártolásától tartottak. Ez azonban nem következett be, a sorozat megőrizte népszerűségét.
Kázmér és Huba sorozata népszerűségének csúcsán, 1995-ben fejeződött be. A hivatalos bejelentést az Associated Press tette közzé november 10-én, miután Watterson előző nap egy, az újságok szerkesztőinek címzett levélben közölte elhatározását. A levél magyarázata szerint döntése nem volt sem könnyű, sem pedig hirtelen. „Úgy hiszem, mindent megtettem, amit a napi határidők és a kis panelek korlátai között lehetséges volt” – írta a levélben. Watterson később úgy nyilatkozott, hogy megítélése szerint szakmailag többet sikerült elérnie, mint amit valaha is célul tűzött ki maga elé, és „már nem maradt olyan hegy, amit meg akart volna mászni.” Művészi érdeklődése a rajzolás felől a festészet felé fordult, és a magánéletében is szeretett volna újra egyensúlyt találni, mivel a Kázmér és Hubával töltött tíz év alatt ideje nagy részét a munka emésztette fel. Az utolsó képsor az év utolsó napján, december 31-én jelent meg. A téli jelenetben Kázmér és Huba a frissen hullott hóban sétálnak, és izgalommal tekintenek a fehér táj látképére. „Varázslatos világ ez, Huba, öreg pajtás… Fedezzük fel!” – mondja Kázmér. Ezt követően a két barát felül egy szánkóra és lesiklik a dombtetőről, Charles Solomon kritikus megfogalmazása szerint „olyan űrt hagyva maguk után a képregények oldalain, amit azóta egyetlen másik képsor sem volt képes betölteni.” Watterson döntését a szakma, valamint több kritikus és szakértő is sajnálattal nyugtázta.
Kázmérnak és Hubának tízéves szereplésük során világszerte több mint 2400 újságban, 3160 képsora jelent meg. A Kázmér és Huba gyűjteményköteteiből még tizenöt évvel a sorozat befejezése után is évi félmillió példányt értékesítettek, 2010-re közel összesen 45 millió darabot. Watterson 2010-ben, a képsor befejezésének 15. évfordulója alkalmával adott rövid interjújában hasonlóképpen nyilatkozott, mint korábban a szerkesztőknek írt levelében. Úgy vélte, a Kázmér és Huba tíz éve alatt sikerült elmondania mindent, amit akart, és hogy a folytatás már csupán önismétlés lett volna.

## Szereplők
Bill Watterson nyilatkozata szerint a Kázmér és Huba szereplőit részben saját magáról, részben pedig más, valós személyekről mintázta. Véleménye szerint a képsor humora a szereplők eltérő személyiségéből fakad. Művében a szereplőket tartotta a legfontosabb elemnek, a közöttük lévő kapcsolatokat és egymás cselekedeteire adott reakcióikat. Arra törekedett, hogy a Kázmér és Huba elsősorban a szereplőkről, ne pedig a viccekről szóljon, ami megítélése szerint fontos szerepet játszott abban, hogy a képsor egyre több olvasót vonzott az évek során. Csak annyira tette reálissá a történeteket, hogy azok alkalmasak legyenek olyan témák tárgyalására, melyek éppen foglalkoztatták, de ugyanakkor nem szerette volna, hogy a képsor túlzott valósághűsége korlátozza őt. Watterson a Kázmér és Hubában a valóságot szubjektíven, a szereplőktől függően kezelte és mutatta be.

### A címszereplők
Kázmér, az eredeti változatban Calvin, a sorozat egyik címszereplője. A hatéves kisfiút Bill Watterson az eleve elrendelés filozófiáját valló 16. századi reformátorról, Kálvin Jánosról (angolul John Calvin) nevezte el. Nyilatkozata szerint a szófogadatlan és örökmozgó Kázmér éppen annak az ellenkezője, amilyen ő volt gyermekkorában, és inkább felnőtt énjét tükrözi. A képsor bizonyos tekintetben életrajzi ihletésűnek is tekinthető, mivel Kázmér általában azon töri a fejét, ami Wattersont is éppen a képregény megírásakor foglalkoztatta. „Kázmért a saját éretlenségem kifejezésére használom, hogy fenntartsam magamban a kíváncsiságot a világ iránt, hogy nevetségessé tegyem saját rögeszméimet, és hogy egyféle véleményt mondjak az emberi természetről” – írta Watterson, aki egyben azokat a tulajdonságokat is felnagyította a szókimondó hatéves szereplőben, melyek a felnőttek és a szülők életét igencsak képesek megkeseríteni. Kázmér hatalmas fantáziával rendelkező személyisége miatt saját valósága – ahogyan ő érzékeli a világot – elkülönül a képsor mellékszereplőinek látásmódjától. Watterson a Kázmér és Hubában elsősorban az ő szemszögébe helyezi az olvasót.
Huba, az eredeti változatban Hobbes, a sorozat másik címszereplője, Kázmér plüsstigrise. Nevét a 17. századi filozófus, Thomas Hobbes után kapta. Kinézetét, hosszúkás testalkatát és vonásait, intelligens, barátságos és kíváncsi személyiségét Watterson saját, Sprite nevű, szürke cirmos macskájáról mintázta. A gyakran visszatérő jelenetet, mikor Huba az ajtóban ráugrik az éppen hazaérkező Kázmérra, szintén Watterson macskája ihlette. Ahogyan a legtöbb rajzolt állatfigura esetében, Hubában is az emberi viselkedés a humor egyik forrása. Emellett azonban Watterson próbálta megtartani állati magatartását is. „Akárcsak Kázmér, gyakran én is előnyben részesítem az állatok társaságát az emberek helyett. Huba pedig azt képviseli, ahogyan én az ideális barátot elképzelem” – írta róla Watterson, akinek megítélése szerint a két szereplő személyiségének kontrasztja, Kázmér neveletlensége és Huba visszafogottsága kölcsönösen erősítik egymást. Emiatt az ellentét miatt együttesen sokkal viccesebbek, mintha külön-külön lennének. A képsor fejlődése során Kázmér és Huba személyisége, illetve érzelmi háttere egyre inkább magáét Wattersonét kezdték tükrözni. Az alkotó nyilatkozata szerint Huba inkább a pozitív tulajdonságait, míg Kázmér a fellengzős és eszképista oldalát vette át. Ennek megfelelően Kázmérban állandóan jelen van a vágy, hogy másoktól független helyzetbe kerüljön (például nagyobb szabadságot vívjon ki szüleitől), vagy képzeletének saját világba meneküljön, így a gyermekkor idealizált képét testesíti meg. Ez a jellemzője részben független attól a ténytől, hogy a képsorban ténylegesen is mint gyermek jelenik meg. A gyermekekre jellemző adottságai mellett számos szituációban egyáltalán nem a korának megfelelő, hanem annál jóval érettebb gondolatokat fogalmaz meg. Ez nem kizárólag szellemi világára igaz, így például mindennapi életében is jóval nagyobb szabadságot élvez, mint amit bármely szülő hatéves gyermekének biztosítana.

### Mellékszereplők
Kázmér szüleinek Watterson nem adott nevet, mivel véleménye szerint a képsor szempontjából ez nem volt lényeges. Kázmér apukáját Watterson részben saját édesapjáról mintázta. A szereplő szatirikusan kicsavart magyarázatai fia számára a világ dolgairól és jelenségeiről Watterson édesapjától származtak, melyeket egykor ő mondott fiának. Kázmér édesapja, akárcsak Watterson apja, szabadalmi ügyvédként dolgozik. Kázmér anyukája rendszerint a fegyelmező szerepét tölti be a családban. Örökmozgó fia miatt általában türelmetlennek jelenik meg, bár Watterson alkalmanként megpróbálta a szereplő más oldalát is bemutatni. Mivel Kázmér szülei csupán mellékszereplői a képsornak, önmagukban, Kázmér nélkül csak ritkán tűnnek fel. „…megpróbáltam őket valósághűen ábrázolni, egy olyan mérsékelt humorérzékkel, ami mindenképpen szükséges, ha az embernek olyan gyermeke van, mint Kázmér. Azt hiszem, jobb munkát végeznek, mint amire én képes lennék vele” – írta róluk Watterson. A képsorban Kázmér szülei néha vegyes érzelmeket táplálnak aziránt, hogy a gyermekvállalás milyen hatással volt életükre. Ez a kor családi képsoraira nem volt jellemző, mely egyes olvasók visszajelzéseiben is tükröződött. Watterson megítélése szerint azonban ez a téma bármelyik hétköznapi családban felmerülhet. Emellett Watterson Kázmér szüleit nem csak egyszerű szülőkként, hanem, akárcsak a képsor más szereplőit is, önálló egyénekként akarta kezelni, akiknek önálló személyiségük van.
Kázmér otthoni életéhez kapcsolódó mellékszereplő Kriszta, az eredeti változatban Rosalyn, Kázmér bébiszittere. Kriszta az egyetlen, akitől Kázmér igazán tart, és ez volt az az egyedi tulajdonsága, amiért Watterson többször is visszahozta az eredetileg egyszeri alkalomra szánt szereplőt. Watterson megítélése szerint Kriszta kapcsolata Kázmérral igen egysíkú, ami nehézséget okozott a szereplő megfelelő felhasználásában, valamint abban, hogy az újabb történetekben mindig túlszárnyalja a kettejük közötti előző konfliktust. Kriszta a kötött szabályok, az empátiától mentes hatalom megtestesítője. A bébiszitter, aki megpróbálja kényszeríteni Kázmért, hogy tekintélyét elfogadja, így általában az ellenfél szerepében tűnik fel. Kriszta utolsó története, mely néhány hónappal a képsor megjelenésének vége előtt jelent meg, ennek teljes ellentéte. Ebben a lány együtt játszik Kázmérral, melyet még élvez is, az este pedig a kettejük kapcsolatát jellemző konfliktus csattanója nélkül ér véget. A történetben Kriszta elveszíti korábban rá jellemző ellenséges szerepét, és gyakorlatilag Kázmérnak, a képsor történetében egyetlen, nem kitalált barátja lesz.
A Kázmér és Huba több mellékszereplője Kázmér iskolai életéhez kapcsolódik. Rozi, az eredeti változatban Susie Derkins, Kázmér osztálytársa, akit Watterson felesége családjának beagle-jéről nevezett el. Rozi komoly és intelligens kislány, Watterson bevallása szerint pont olyan, amilyen típusú lányokhoz ő maga is vonzódott az iskolában. Rozi és Kázmér kapcsolata leginkább „szeretem-gyűlölöm”-alapú, melyben Kázmér úgy fejezi ki ragaszkodását, hogy állandóan bosszantja a lányt. A romantikus feszültség motívuma Kázmér és Rozi között elsősorban a korai történetekre jellemző.
Vili, az eredeti változatban Moe, az iskola nagy, ronda, erőszakos és buta tanulója, aki állandó rettegésben tartja iskolatársait, köztük Kázmért is. Watterson azokról a hozzá hasonló gyerekekről mintázta őt, akikkel fiatalon ő maga is gyakran találkozott az iskolában.
Miss Wormwood Kázmér nyugdíj előtt álló tanárnője. Nevét C. S. Lewis Csűrcsavar levelei (The Screwtape Letters) című művének azonos nevű szereplőjéről kapta. Watterson saját bevallása szerint nagy szimpátiát érez a szereplő iránt. „Úgy hiszem, komolyan hisz az oktatás értékében, szóval mondanom sem kell, hogy igen boldogtalan személy” – jegyezte meg róla Watterson.
A Kázmér és Hubában Watterson az új szereplőket első megjelenésük alkalmával nem mutatja be az olvasóknak. Ezek a szereplők mindig is részei voltak Kázmér világának, legyenek azok valódi személyek, mint például tanárnője, Miss Wormwood, vagy szerepjátékainak karakterei, mint Spiff kapitány, a világűr kalandora. Ez alól kivétel Huba és Rozi. Az első képsorokban Kázmér és Huba első találkozása olvasható, ezt azonban Watterson későbbi nyilatkozatában teljesen feleslegesnek ítéli. Rozi mint „az új lány” tűnt fel, de Kázmér viselkedése vele szemben már ekkor a későbbi kapcsolatuk jellegét tükrözte.

## A képsorok stílusa
Bill Watterson három képsort, Charles M. Schulz Peanuts, Walt Kelly Pogo és George Herriman Krazy Kat című sorozatát nevezte meg, mint olyan műveket, melyek különösen nagy hatással voltak munkájára. Gyermekként Schulz történetei és rajzai ösztönözték arra, hogy később a rajzolói pályát válassza. Ami leginkább megragadta a Peanutsban, az a rajzok egyszerűsége és a képsorok őszintesége volt, ahogyan az a gyermekek bizonytalanságairól beszélt, valamint a sorozat állati szereplőjének, Snoopynak bizarr, különálló világa. Schulz hatása vizuálisan is érzékelhető a Kázmér és Hubában, melynek egyes képsori felépítései igen hasonlítanak a Peanuts jeleneteihez. Kelly Pogója ezzel szemben gazdagon illusztrált képeivel, mozgalmas és néha kaotikus jeleneteivel ihlette meg Wattersont, melyek a felszín alatt a napi politika szatírái voltak. A Krazy Kat iránti rajongását Watterson úgy fogalmazta meg, hogy számára nem is annyira az a fontos, hogy annak mi a mondanivalója, hanem az a mód, ahogyan azt elmeséli. Watterson fontosnak tartotta, hogy munkája során kihasználja a képregénynek, pontosabban annak a napi sajtóban megjelenő rövid változatának, a képsornak, mint médiumnak a sokoldalúságát és rugalmasságát. „Négy panellel egy rajzolónak megvan a lehetősége, hogy mélyítse úgy a szereplők személyiségét mint magát a cselekményt. Ez hasonlít egy regény napi részletekben való megírásához” – nyilatkozta Watterson. Véleménye szerint a jó képsor több, mint napi gegek sorozata, és így egy különleges világba viszi az olvasót.
Watterson nyilatkozata szerint nagy kedvelője a különböző képzőművészeti ágaknak. Különösen kedveli a német expresszionizmus alkotóinak, a Die Brücke és Lyonel Feininger fametszeteit, és Egon Schiele munkáit, valamint az akvarelleket. Megfogalmazása szerint ezek a művek számára mind igen ösztönösnek, őszintének, közvetlennek és nyersnek hatnak, melyek elkészítése során az alkotó nem bújt különböző díszes technikák mögé. Ezek hatását képsoraira leginkább abban látja, hogy megmutatták neki, hogy a képbeli ábrázolás milyen sokszínű is lehet. „A rajzolásban az a kihívás, hogy nincs egyetlen megfelelő módszer arra, hogy vizuálisan leírjunk valamit. Nagyon jó dolog alkalmanként szembesülni a korlátainkkal és előítéleteinkkel” – nyilatkozta Watterson.

### Az alkotói folyamat
Bill Watterson előszeretettel írta történeteit a házon kívül, a szabadban. Nyilatkozata szerint így az írás kevésbé hatott munkának számára, valamint a környezetből is könnyebben meríthetett ötletet. Néha konkrét elképzelései voltak egy témával kapcsolatban, amiről beszélni szeretett volna, néha pedig az jelentette számára a fő motivációt, hogy mit szeretett volna rajzolni. Az ötletektől függően egy nap akár több képsort is megrajzolt, de előfordult, hogy egyet sem. A cselekményt mindig Kázmér szemszögéből közelítette meg. Bár számos történetet az író életének valós eseményei ihlettek, Watterson ezeket inkább csak kiindulópontként használta fel. Az ötleteit egy jegyzetfüzetben jegyezte fel és sok időt töltött a megfelelő szóhasználat és időzítés kidolgozásával. A vázlatrajzokkal csak több nap után kezdett ismét dolgozni, mikor már objektívebben tudta értékelni azokat. Mivel rossznak ítélt munkát nem szeretett volna leadni, alkalmanként előfordult, hogy akár több vázlatos képsor ötletét is elvetette, így jóval előbbre kellett dolgoznia, hogy be tudja tartani a határidőket. A képsorba először halványan a szöveget írta be, ami meghatározta a rajzok számára fennmaradó helyet. Ezt a szereplők berajzolása és az elrendezés kialakítása követte. „A napi képsor gyors és lényegre törő, tökéletes egy egyszerű megfigyelés, megállapítás bemutatására, vagy egy rövid eszmecserére a szereplők között. A napi képsor szintén alkalmasabb a hosszabb történetekhez, melyek bizonyos feszültséget tartanak fenn, mivel a cselekmény csak a következő napon folytatódik, az olvasónak pedig fel kell idéznie, hogy mi is történt korábban” – írja Watterson. Watterson a meglepő végkifejletet igen fontosnak tartotta. Saját bevallása szerint amikor elkezdett egy új történetet, soha nem tudta, mi lesz a vége, így az számára is meglepetés volt. Watterson jobban szeretett rajzolni, mint írni, így olyan történetek megalkotására törekedett, melyek lehetőséget nyújtottak számára a képi világ kiteljesítéséhez. Mikor egy egyszerű szituáció, például két szereplő párbeszéde állt a képsor központjában, akkor is megpróbálta azt különleges környezetbe vagy perspektívába helyezni.
Amikor már nagyjából harminc megrajzolt képsor összegyűlt, először feleségének, Melissának mutatta meg, és az ő reakciói alapján, ha szükséges volt, javított rajtuk. Watterson a vázlatokhoz csak minimális mértékben használt ceruzát, így a képsor végső formáját csak a tusrajz elkészítésével érte el. Kezdetben vékonyabb, olcsó Bristol kartont használt, de mivel az nem mindig fogadta magába megfelelően a tintát, a munka pedig emiatt igen időigényessé válhatott, idővel a nehezebb Strathmore Bristol kartonra tért át. A rajzokat kemény, 2H-s ceruzával készítette el, a tusrajzhoz cobolyszőr ecsetet és indiai tintát használt. A szöveg beírását műszaki ceruzával, a szóbuborékok és egyéb apró részletek megrajzolását pennával végezte. A felesleges vagy rossz vonalakat különböző fehér hibajavítókkal korrigálta.
Mivel a vasárnapi képsorok színesben jelentek meg, külön munkát igényeltek. Mikor Watterson 1985-ben elkezdte a Kázmér és Hubát, csak 64 színnel dolgozhatott, mely később 125-re bővült, és azokkal átfedésekre is lehetősége nyílt. Hogy körülbelüli képet alkothasson a későbbi, nyomtatásban megjelenő változatról, a felhasználható színek táblázata alapján először a kész rajzra helyezett áttetsző papíron, vízfestékkel készítette el a színezést. Ezután a rajz egyes részleteit a táblázatban a színekhez rendelt számokkal jelölte meg, majd pedig ezt küldte tovább a sajtóügynökséghez. Watterson később szétvagdosta a táblázat palettáját, hogy a kiválasztott színeket egymás mellé helyezve pontosabb képet kaphasson azok egymásra való hatásáról. Ezzel a módszerrel önálló színsémákat alakított ki, melyek mind különböző hangulatot kölcsönözhettek a képsorok számára. A színezés folyamata miatt a vasárnapi képsorokat Wattersonnak két hónappal előre el kellett készítenie. Mivel a napi képsorokkal szinte soha nem tudott ennyire előre dolgozni, a vasárnapi történetek csak igen ritkán illeszkedtek a folyamatos cselekménybe. Emellett voltak újságok, melyek nem jelentették meg a terjedelmesebb méretű vasárnapi képsorokat, így Watterson nem is nagyon törekedett arra, hogy a kettőt szinkronban tartsa. Watterson fiatal kora óta nagyra becsülte a különböző képsorok vasárnap megjelenő kiadásait, ezért saját munkájában is mindig arra törekedett, hogy ezekkel valami különlegeset hozzon létre. Véleménye szerint a terjedelmesebb vasárnapi kiadásban az alkotónak nagyobb lehetősége van arra, hogy szereplőinek személyiségét jobban előtérbe helyezze, vagy hogy egy bizonyos témát mélyebben megvizsgáljon. Miután az első tanulmányi szabadságát követően sikerült megállapodnia a sajtóügynökségével, hogy a vasárnapi képsorok szabványosított, kötött formátuma helyett a saját változatát használhassa, jóval nagyobb kreatív szabadságot élvezhetett. A szabad beosztás azonban jóval időigényesebbé is tette a munkát. Watterson a megfelelő egyensúly megtalálásában Herriman Krazy Kat-sorozatát tekintette irányadónak.

### Helyszínek, képi világ és környezet
A Kázmér és Huba cselekményének helyszíne egy, a képsor és annak alkotója, Bill Watterson által meg nem nevezett, Egyesült Államok-beli település kertvárosi övezete. Ennek kialakítása során Wattersonra saját lakókörnyezete, az Egyesült Államok középnyugati részén fekvő, Ohio állambeli Chagrin Falls hatott leginkább, amelyre azonban csak utalások találhatóak az alkotó munkáiban és nyilatkozataiban. Az 1988-ban megjelent The Essential Calvin and Hobbes: A Calvin and Hobbes Treasury című gyűjteménykötet hátsó borítóján például a hatalmas termetű Kázmér, miközben romba dönti a települést, Chagrin Falls egyik helyi nevezetességét, a Chagrin Falls Popcorn Shopot tartja a kezében.
A Kázmér és Huba környezete valós időben változik az évszakokkal. A Calvin and Hobbes: Sunday Pages, 1985-1995 egyik megjegyzésében Watterson úgy nyilatkozott, hogy a novemberi képsorokban mindig Ohio „rideg” és „szürke” hangulatát próbálta megragadni, melyekben olykor a japán rajztekercsek hatása is jelen van. Téli képsorainak kedvelt elemei a hóemberek, amik gyakran a modern művészetre, annak néha nehezen érthető vagy értelmezhető műalkotásaira vonatkozó ironikus párbeszédek kontextusában jelennek meg.
Kázmér mindennapi életének – otthonán kívül – az iskola a leggyakoribb helyszíne, amelyet alkalmanként a családi nyaralások életképei szakítanak meg. A kirándulások történetei, melyek részben Watterson gyermekkori emlékein alapultak, abból a kezdeti kísérletből nőttek ki, amely szerint Kázmér egy cserkészcsapat tagja. Ezt az ötletét azonban, ami kezdetben úgy tűnt, hogy számos humoros szituációra adhat lehetőséget, Watterson elvetette. Úgy vélte, hogy Kázmér személyiségétől idegen, hogy beilleszkedjen egy ilyen közösségbe. A családi kirándulások mellett Watterson gyermekkori emlékein alapul például Kázmér és Huba saját faházukban alapított „Rekesszük ki a nyálas lányokat” (az eredeti változatban „Get Rid of Slimy Girls”) nevű klubja, vagy Kázmér tartózkodása a sportjátékoktól is. Az erdő szintén fontos és gyakran visszatérő helyszíne a képsoroknak. „Az erdő magánya felszínre hozza Kázmér szerény, egyensúlyteremtő, elmélkedő oldalát” – írja Watterson. A fák közötti séta mellett Kázmér és Huba gyakran száguldanak le kiskocsijukkal vagy szánkójukkal egy dombtetőről, miközben Kázmér filozófiai kérdéseket fejteget. A szöveg így humoros kontrasztot képez a képekkel, illetve bizonyos értelmezésben éppen a mondanivaló metaforája lesz, például az emberi akarat és cselekvőképesség korlátozottságáról szóló eszmefuttatások esetében. „A kiskocsi meglovaglása olyan erők metaforájává válik, amik már működésbe léptek, így nem sokat lehet tenni, hogy irányát megváltoztassunk, vagy hogy megakadályozzuk az elkerülhetetlen végkifejletet” – írja Richard Beck, az Abilene-i Keresztény Egyetem kísérletipszichológia-professzora.
Watterson igyekezett a Kázmér és Hubát nem meghatározott időkeretbe helyezni. Így például Kázmér kedvelt játékai, a karton- és papírdobozok, valamint a kiskocsija nem utalnak konkrét korszakra az Egyesült Államok történetében. Ezzel szemben Watterson a képsorokban olyan régi típusú telefonokat és televíziókészülékeket rajzolt, amelyek már a Kázmér és Huba kezdetén, az 1980-as évek közepén is elavultnak számítottak. Az alkotó megítélése szerint ezek „humorosabban néznek ki” és „több bennük a személyiség”.

#### Kázmér fantáziavilágai és szerepjátékai
A sorozat kezdetén Watterson rajzai síkhatásúak voltak, idővel azonban a tér jobban érzékelhetővé vált bennük. A Kázmér fantáziáinál alkalmazott stílus szintén csak később vált el a képsor valóságában játszódó jelenetekétől. Idővel a fantáziajelenetek képei valósághűbbé váltak mint maga a kitalált szereplők valósága, és ez újabb humoros elemmel gazdagította a képsorokat. A valósághű képi ábrázolás egyik legjellegzetesebb példái Kázmér dinoszauruszos fantáziái, melyek Watterson kedvelt témái közé tartoztak, és ami saját gyermekkori érdeklődéséből eredt. Az első ilyen történet elkészítésekor Watterson még pusztán régi emlékeire hagyatkozott az ősgyíkok megrajzolásakor, később azonban már kutatásokat is végzett ebben a tárgyban. Az újabb tudományos eredményekről és felfedezésekről szerzett információi a képsorok őslényeinek megjelenésén is látványos változást eredményeztek. Watterson saját bevallása szerint, ennek során újra felfedezte a dinoszauruszok iránti gyermekkori rajongását, sőt, még fokozta is érdeklődését a téma iránt. Az alkotó rajongása ellenére azonban egy rövid időre, Michael Crichton bestseller regénye alapján készült, szintén nagy sikerű, Jurassic Park című film bemutatásakor fél évre felfüggesztette ezeknek a történeteknek a rajzolását. Watterson ugyanis nem akarta, hogy képsorának ezen jeleneteit a film képi világához mérjék, mellyel látványban természetesen nem érhettek fel.
Kázmér szerepjátékai során, a dinoszauruszokon kívül, még számos más lénnyé és személlyé is átalakul, amelyek között több műfajparódia is található. Ennek megfelelően fantáziáinak környezete is folyamatosan változik. A Kázmér által egyik leggyakrabban magára öltött személyiség Spiff kapitány (az eredeti változatban Spaceman Spiff), az űrutazó kalandor. Spiff kapitány alakja Watterson egy régi, visszautasított képsorából nőtte ki magát. Kázmér Spiff kapitányként megélt történeteinek külön világa szünetet, felüdülést jelentett Watterson számára, amikor mást is szeretett volna rajzolni a Kázmér és Hubán kívül. A kapitány által meglátogatott idegen bolygók tájait Utah déli részének kanyonos, sivatagos, olykor földöntúli látványt idéző vidékeiről mintázta. Watterson jellemzésében Spiff kapitány képsorai „kalandtörténetek a legegyszerűbb szinten”. José A. Oliver Marroig és María Magdalena Capó Juan megfigyelése szerint Spiff kapitány kalandjai Alex Raymond Flash Gordon című képsorát idézik, és utalásokat tartalmaznak rá. Emellett a csillagközi kalandor, ahogyan Watterson is, egy olyan helyet, változatosságot biztosított Kázmérnak, ahová az elmenekülhet a kellemetlen valóságból, leggyakrabban az osztályteremből.
Kázmér egy másik kitalált személyazonossága Hipermanus, az eredeti változatban Stupendous Man. A jellegzetes szuperhős-fantáziát és személyiséget Watterson eredetileg azért találta ki, hogy fokozza Kázmér és bébiszittere, Kriszta közötti konfliktust. Marroig és Juan véleménye szerint Watterson szuperhős-paródiái jóval szatirikusabbak, amelyekben kiemeli a műfaj képeiben megnyilvánuló erőszakot, illetve történeteinek olykor abszurd naivitását. Ezekben a képsorokban a szöveg és mondatszerkezet egyszerű, gyakoriak a kiemelések, néhány elemet Marroig és Juan Frank Miller stílusára, és az alkotó 1986-ban megjelent The Dark Knight Returns című alkotására való utalásként értelmezik. A szerzőpáros szerint Watterson nem csak Batmanre, hanem más népszerű szuperhősre, így Supermanre, Pókemberre vagy éppen Fenegyerekre is utal a képsorokban a szereplők egy-egy jellegzetes vonásával vagy emberfeletti képességével. Kázmér fantáziálásai során többször visszatér a magándetektív, Lenem Kopó (az eredeti változatban Tracer Bullet) személyiségéhez. Lenem Kopó képsorai nem voltak túl gyakoriak, mivel Watterson saját bevallása szerint nem tudott túl sokat a film noirról és a detektívregényekről, így ezek a történetek csak a stílus kliséire épültek, illetve azokat figurázták ki. Lenem Kopó figurájában a Humphrey Bogart által gyakran alakított szereplőtípus figyelhető meg.
Számos képsor tartalmaz utalást irodalmi művekre, így például Kázmér bogárrá való változása Franz Kafka Az átváltozását (Die Verwandlung), méretváltozásai Lewis Carroll Alice Csodaországban-ját (Alice’s Adventures in Wonderland) és Winsor McCay kis Némóját (Little Nemo in Slumberland) idézik. Watterson nyilatkozata szerint Kázmér méretváltozásaiban a természetesnek és maguktól értetődőnek elfogadott szabályok megbomlása ölt testet. Az alkotó magyarázata szerint, ahogyan az emberek elérik a felnőtt testmagasságukat, megszokják, hogy abból a nézőpontból szemléljék a világot. Ezekben a képsorokban azt vizsgálta, azzal a gondolattal játszott el, hogy mi lenne, ha a növekedésnek nem lennének kötött szabályai, és hogy annak milyen hatásai lehetnének a valóságban. Kázmér fürdés közben néha Herman Melville Moby Dick című regényébe, Steven Spielberg rendező Cápa (Jaws) és a japán Godzilla-szörnyfilmekbe illő fantáziajelenetekben tűnik fel.

### Témák és motívumok
Bár a Kázmér és Huba képsoraira elsősorban a humor jellemző, olyan komolyabb témák is megjelennek benne, mint például a halál kérdése, ami igen szokatlannak számított és idegennek hatott egy kisfiúról szóló képsorban annak megjelenése idején. Az első ilyen történetben Kázmér egy sérült mosómedvét, majd egy későbbiben pedig egy halott madarat talál. Mindkét történetet valós esemény ihlette. Bill Watterson az első ilyen képsort mérföldkőként értékelte, melyben véleménye szerint a Kázmér és Huba világa megnyílt, és alkalmasnak látszott arra, hogy számos témát feldolgozhasson benne. A politika, illetve annak szatírája csak átvitt értelemben jelentek meg a képsorban, így például Kázmér különböző statisztikai és közvélemény-kutatási adatain keresztül. Kázmér rendszeresen tájékoztatta édesapját annak népszerűségi indexéről, melyet általában negatívan befolyásoltak a kisfia által szigorúnak ítélt szabályok. A környezetvédelem témája a képsor szintén visszatérő eleme, ami elsőként Kázmér és Huba Marsbeli utazása kapcsán merül fel.
Watterson gyakran saját érzéseit, illetve az őt közvetlenül érintő témákat is feldolgozta a képsorban, így például a sajtóügynökséggel való vitáit, az újságok szerkesztőinek igényei és az ő, a munkájával kapcsolatos elveinek ellentétét, vagy éppen más alkotók munkáival szembeni ellenérzéseit. Watterson lelkiállapota ilyen alkalmakkor néha csak átvitt értelemben, a kihangsúlyozott fekete szín használatában mutatkozott meg. Emellett mindig ügyelt rá, hogy ezek a gondolatok ne legyenek idegenek szereplőitől. Watterson néha, a határidők szorítása miatt olyan történeteket is átadott a sajtóügynökségnek, amikkel ő maga nem volt teljesen megelégedve. Emiatt érzett frusztrációja szintén megjelent egyes történetekben, így például abban a képsorban, melyben Kázmér szemetet dobál az ágya alatti szörnyeknek, hogy elhallgattassa azokat.
Bár Watterson nyilatkozata szerint soha nem volt vallásos, képsoraiban gyakran merülnek fel filozófiai és teológiai vonatkozású témák. A Kázmér és Huba rendszeresen visszatérő kérdése az ember természetét, a „jó” és a „rossz” fogalmát vizsgálja. Ebben a tekintetben Richard Beck véleménye szerint Kázmér, aki nevét Kálvin Jánosról az eredendő bűn tanítását hirdető teológusról kapta, az emberi gyarlóságot, romlottságot képviseli, azt, ami minden emberben megvan. Huba a nevét Thomas Hobbes 17. századi filozófusról kapta, aki Leviatán (Leviathan) című könyvében igen érces és borúlátó kritikát gyakorol az emberi természet felett, hasonlóan Kázmér barátjához, aki a képsorban, reagálva hatéves játszótársa tetteire vagy gondolataira, szintén gyakran tesz színes és elmés megjegyzéseket ebben a témában. Az ironikus humort tovább erősíti, hogy az emberi természet jellegéhez éppen Huba, egy antropomorf tigris fűz megjegyzéseket. Kázmérban, akárcsak minden emberben, harc dúl a „jó” és „rossz” között, és él benne a késztetés, hogy jó legyen, bár ennek a késztetésnek is leggyakrabban valamilyen önös érdek az alapja. Ez leginkább a karácsonyi képsorokban figyelhető meg, Kázmér és a Mikulás kapcsolatában.
A képsor rendszeresen visszatérő eleme a Kázmér és Huba által kitalált játék, a kázmérlabda. A Kázmér és Huba első néhány évében Kázmért gyakran lehetett látni, hogy más korabeli gyerekekkel baseballozik. Ez, akárcsak sok más vonás is, Charles M. Schulz Peanuts című képsorát idézte. Watterson a közösségi tevékenységet azonban idővel idegennek kezdte érezni Kázmér személyiségétől, és mivel a baseball csapatjátékot igényelt az öntörvényű hatévestől, idővel eltűnt a képsorból. Ezt a játékot váltotta fel a kázmérlabda, egy rendszertelen tevékenység, amelynek egyetlen logikai eleme éppen a rendszertelenség. Ebben folyamatosan, játék közben születnek a szabályok, amelyek tetszés szerint változtathatók. A játék egyetlen célja az öröm és a szórakozás, és más sportokkal ellentétben, nincsenek benne se győztesek, se vesztesek. A szabályok, melyek a rend megteremtését szolgálják, ennek megfelelően feleslegessé válnak a kázmérlabdában, ami a bizalom és a barátság alapja.

### Formátum

Vasárnapi képsor paneljeinek fél, harmad és negyed oldalas elrendezése

A hétköznaponként megjelenő, egysoros képsorokkal ellentétben a vasárnapi történetek szabványos formátuma az újság fél oldalát elfoglaló, háromsoros képregény volt. Általánosan elterjedt volt azonban, hogy az újságok szerkesztői helytakarékossági megfontolásból elhagyták a képregény első sorát. Mivel az első sor megjelenése bizonytalan volt, az alkotóknak úgy kellett összeállítaniuk a történetüket, hogy az az olvasó számára még ennek hiányában is teljesnek hasson. Egy másik jellemző módszer a helytakarékosságra a panelek két sorba való átrendezése volt. Így ugyan megmarad az első sor tartalma, de emellett a képek mérete jelentősen csökkent. Bill Watterson úgy érezte, hogy ez az állapot, mely lényegesen korlátozza az alkotók lehetőségeit, negatívan hat a munkájára. Mivel a panelek elrendezése és mérete kötött volt, helyenként kénytelen volt pazarlóan bánni a hellyel, máshol pedig túl sokat besűríteni egyetlen képkockába. Első, 1991-es kutatói szabadsága során Watterson kidolgozott egy új formátumot a Kázmér és Huba vasárnapi kiadásai számára, mely megítélése szerint alkalmasabb volt munkájához. Watterson nosztalgikusan tekintett vissza az 1930-as években megjelent, egy egész oldalt kitöltő vasárnapi képsorokra, mely olyan lehetőségeket biztosítottak az akkori alkotók számára, melyre azóta nem volt példa.
A Universal Press Syndicate beleegyezett, hogy Watterson képsorait kizárólag féloldalas formátumban fogja átadni az újságok számára, valamint annak átrendezését is megtiltják. A sajtóügynökség emellett azonban aggodalmainak is hangot adott, miszerint ilyen megkötések mellett számos szerkesztő lemondhatja a vasárnapi történeteket. Wattersont sok kritika érte döntése miatt, nem csak az újságok szerkesztői, hanem más alkotók részéről is, akiknek képsorait emiatt az a veszély fenyegette, hogy az újságok azok elhagyásával fognak helyet teremteni a Kázmér és Huba számára. Bil Keane, a The Family Circus alkotója például úgy vélte, hogy Watterson ezzel csak öncélúan, saját „hatalmi pozícióját” erősíti meg más alkotók kárára, valamint, hogy feszültebbé teszi a viszonyt az alkotók, a sajtóügynökségek és az újságok között. A FoxTrot alkotója, Bill Amend ezzel szemben úgy vélte, hogy Watterson szándéka egyáltalán nem öncélú, hanem konkrét alkotói elképzelése van, amit minél hűebben szeretne megvalósítani. Amend úgy nyilatkozott, hogy támogat minden kezdeményezést, mely lazíthat azokon a megkötéseken, amiken belül egy képregényalkotó kénytelen dolgozni. Keane-en és Amenden kívül több alkotó is megfogalmazta véleményét Watterson döntésével és annak lehetséges hatásaival kapcsolatban.
A kritikák és az újságok szerkesztőinek hatására, akik nem csak Watterson sorozatának, hanem a Universal által terjesztett más képsorok felmondását is kilátásba helyezték, a sajtóügynökség végül két, egy féloldalas és annak méretben csökkentett változatának értékesítése mellett döntött. Néhány újság a feltételek enyhítése ellenére is úgy határozott, hogy lemondja a képsort, többen pedig a helytakarékosabb formát választották a teljes, féloldalas eredeti változat helyett. Watterson számára a Universal döntése, miszerint vasárnapi képsorait két formátumban fogják értékesíteni, egyrészt csalódás volt, másrészről azonban a panelek száma és elrendezése többé már nem korlátozta munkáját. „A visszalépés ellenére ezzel az új formátummal számos olyan képsort tudtam megalkotni, amire korábban nem lett volna lehetőségem. Néhány vasárnapi képsoromban hatalmas paneleket, vagy éppen húsz aprót is rajzolhattam, ami új távlatokat nyitott a történetmesélés terén” – írta később Watterson. A kreatív szabadság növekedésének hatására azonban az új, szabad elrendezésű vasárnapi képsorok megrajzolása kétszer-háromszor annyi időt vett igénybe, mint a korábbiak.

## A képsor valóságának értelmezése, annak relativitása és humorának mechanizmusa
A Kázmér és Huba világának valósága, annak relativitása fontos eleme a képsornak. Bill Watterson kezdő alkotóként még bizonytalan volt benne, hogy mit is akar kezdeni munkájával, és még nem igazán ismerte saját teremtményeit sem. Munkájával és terveivel kapcsolatban nagyban hagyatkozott szerkesztői, köztük Lee Salem tanácsaira. Watterson egyik korai ötlete volt, hogy néhány történetben „áttöri a negyedik falat”, vagyis úgy ábrázolja főhőseit, mintha azok tudatában lennének annak, hogy képregényszereplők. Szerkesztői azonban elvetették az ötletet, ami Wattersont saját bevallása szerint még évek múltán is nagy megnyugvással tölti el. „Az a fajta humor teljesen rossz volt ehhez a képsorhoz – ha azt akarom, hogy Kázmér képzeletbeli világa hihető legyen, hülyeség az olvasót emlékeztetni, hogy az egész képsor mesterséges képek halmaza – de kezdetben az ilyen dolgokat még nem gondoltam végig.” – írja Watterson. A gyermeki fantázia és a felnőttek valóságának egymás után való bemutatása, a kettő közötti hirtelen váltás kezdetben pusztán a humort szolgálta, idővel azonban egyre finomodott és leleményesebbé vált. „Az egymás mellé rendelés, ha minden alkalommal ugyanúgy történik, idővel kiismerhetővé válik. Minden alkalommal kell, hogy legyen benne valami meglepő, valami okos, ami nem engedi elhalni” – nyilatkozta Watterson.
Huba valódi természetéről, hogy csak Kázmér fantáziájában létezik, vagy hogy valami varázslatos úton kel életre, megoszlik az olvasók, kritikusok és elemzők véleménye. Watterson erre a kérdésre szándékosan nem adott választ és tudatosan kerülte is ezt a témát a képsorban. Saját megfogalmazása szerint a valóság két változatát mutatta be, és ez a fajta fejtegetés valójában nem is lényeges. Kázmér számára Huba valódi tigris, mások viszont csak egy plüssjátékot látnak benne. Mindkét változat az adott szemlélő számára teljesen megalapozott és természetes. Watterson Hubával a valóság szubjektív természetét akarta kifejezni, azt, ahogyan mindenki másképpen látja a világot. Mindemellett Watterson egy interjú során úgy nyilatkozott, hogy számára Huba inkább valóságos, mint fiktív, ugyanis ha ő saját maga számára egy képzeletbeli barátot találna ki, az olyan személy lenne, aki osztja az ő nézeteit és véleményét. Huba és Kázmér viszonyát azonban ez egyáltalán nem jellemzi. A képsor Huba mibenlétével kapcsolatos mindkét fejtegetést számos érvvel alátámaszthatja, cáfolja, illetve olyan szituációkat is bemutat, melyek esetében egyik magyarázat sem állja meg teljesen a helyét. Huba csak akkor jelenik meg valódi tigrisként, ha egyedül van Kázmérral, mások jelenlétében egyszerű plüssjáték. Huba plüssjátékként való létezése alkalmanként még Kázmér számára is jobban előtérbe kerül, mint eleven mivolta. Ezek a jelenségek Huba létezését Kázmérhoz kötik. Ugyanakkor bizonyos képsorokban Huba önállóan, Kázmér közbenjárása nélkül cselekszik, hatást gyakorol a fizikai világ tárgyaira és olyan tudással rendelkezik, amivel hatéves barátja nem. Emellett a képsor egy másik szereplőjének, Rozinak a viselkedése néha arra enged következtetni, hogy a kislány bizonyos fokig tudatában lehet Huba valódi személyként való létezésének. Ezek gyakorlatilag függetlenítik Huba létezését Kázmértól. Philip Sandifer When Real Things Happen to Imaginary Tigers című tanulmányában úgy véli, hogy ha Huba Kázmér képzeletének terméke, az a Jacque Lacan filozófiájában megjelölt „képzetes” jelenségeként értelmezhető. Ennek megfelelően Kázmér tudata a mindenkori lelkiállapotától, hangulatától és a szituációtól függően folyamatosan alakítja, változtatja őt. Huba személyisége közelről sem olyan változatlan, mint a képsor más, emberi mellékszereplőié. „Mondhatjuk, hogy Huba egy örök jelenben létezik, egy múlttal, melyre csak a jelen pillanat szükségletei szerint történik utalás.” – írja Sandifer. Ez a csak az adott pillanatban való létezés magára Kázmér világára, és magára a Kázmér és Hubára is igaz. Az egyes képsorok az újságolvasó számára a jelenben, egy adott pillanatban, kötött múlt nélkül önmagukban léteznek. Ez részben a médium adottságaiból is ered, mivel nem feltételezhető, hogy az olvasó az elejétől fogva, napi rendszerességgel követte Watterson munkáját. Bizonyos esetekben még elvárás is, hogy az olvasó ne emlékezzen bizonyos történésekre vagy szereplőkre, mintha azok soha nem is léteztek volna. Ilyen eset például Kázmér Max bácsikájának feltűnése a képsorban, melyet Watterson hamar hibás döntésnek ítélt, és többet nem is használta fel a szereplőt. Ez bizonyos esetekben a képsor egész történetszálaira is érvényes. A Kázmér és Huba újabb és újabb eseményei ugyan bizonyos fokig az előzőek folytatásai, de nem támaszkodnak arra, hogy az olvasó tud azokról. Ez nem egyedi jellemzője Watterson képsorának. Bár a Kázmér és Hubától eltérő módon, de a hosszú ideje azonos főszereplővel vagy főszereplőkkel megjelenő amerikai képregényfüzetek írói szintén gyakran változtatnak, módosítanak a régi történetek addig tényként kezelt hatásain, vagy egyszerűen figyelmen kívül hagyják azokat. Ezt elterjedt angol kifejezéssel retconnak nevezik.
Lois Rostow Kuznets When Toys Come Alive című könyvében Hubát Kázmér gyermeki, és a felnőttek világa közötti átmenetnek tekinti. Kuznets Kázmér Hubát nem érintő képzelgéseit külön kezeli. Ezekben Kázmér elszakad a tárgyaktól, melyeket különleges adottságokkal ruházott fel, mint például a gyakran visszatérő kartondoboz, és maga kezd szerepjátszásba. Sandifer tanulmányában ezzel nem ért egyet. Annak ellenére, hogy Huba valóban nem jelenik meg Watterson műfaji paródiáiban, mint például mikor Kázmér magát szuperhősként, űrutazó kalandorként vagy magánnyomozóként képzeli el, más fantáziáiban viszont igen, így például Kázmér Hubával tesz látogatást a Marson. Sandifer megítélése szerint ezért ezeket nem lehet egyértelműen elhatárolni egymástól. Kuznets továbbá Kázmér fantáziálásait, különösképpen azokat, melyekben Huba is szerepel, a felnőtt vágyak Kázmér gyermeki szintjére való interpretációjaként értelmezi. Sandifer ezt szintén cáfolja, mivel számos olyan képsor létezik, melyben Huba egyáltalán nem kifinomultabb vagy érettebb Kázmérnál, például ha csínytevésről van szó, valamint Kázmérban is gyakran fiatal korát meghazudtoló gondolatok ébrednek. Kuznets Kázmért az irodalmi értelemben vett gyermek megtestesülésének tekinti, még akkor is, ha ábrázolása nem is fedi azt teljesen. Sandifer véleménye szerint Kázmér inkább azon vágyak megtestesülésének tekinthető, melyeket leginkább a „gyerekesség” szóval lehetne jellemezni. Kázmér nem feltétlenül mindig ebben a szerepben jelenik meg, hanem inkább olyan helyzetekben és szituációkban tűnik fel, amelyek ezzel kapcsolatos fejtegetéseket tartalmaznak.
A Kázmér és Hubának elengedhetetlen része a humor. A képsor paneljei az elsőtől kezdődően a vicc csattanója felé haladnak. Felvázolnak egy szituációt, majd pedig a csattanónál, bizonyos eszközzel egy új helyzetet teremtve megtörik az eredeti szabályait és szembeállítják a kettőt. Ez történhet képben, vagy kevésbé erőteljes módon, a szövegben is. Watterson a képsorban számos ilyen eszközt használ, mely megnyilvánulhat Huba a történtekhez való hozzáfűzése formájában vagy éppen Kázmér ébred tudatára a helyzet ellentmondásának, iróniájának. Gyakori és visszatérő vizuális eszköz ezen a téren a „képzett” jelen hirtelen eltörlése egy felettes jelennel. Ilyen például mikor Kázmér hirtelen kizökken fantáziavilágából, például űrkalandjából az iskolában vagy egy förtelmes, nyálkás szörnyeteggel vívott harcából az ebédlőasztalnál. Ezekben azonban közös, hogy a csattanó valamilyen formában aláássa azt a világot, amelyet kezdetben teremtett. A Kázmér és Huba utolsó képsora azonban merőben eltér ettől a sémától. A rövid történet végén nem található csattanó, az egyszerűen felépített „képzett” jelent nem írja felül, szakítja meg vagy törli el a felettes jelen.

## Watterson alkotói hitvallása és kapcsolata a sajtóügynökséggel
Bill Wattersonnak komoly fenntartásai voltak kitalált szereplőinek a képsoron kívüli felhasználása felett. Megítélése szerint a licencelés gyakran rontja és sérti az eredeti művet és annak minőségét, mely idővel háttérbe szorul a piac igényei és a remélt anyagi haszon mögött. „Egy többdimenziós képsor finomsága egy egydimenziós termékhez fűződő igények áldozatává válik. […] Mikor minden móka és varázs átalakul valami eladhatóvá, a mű világa elhalványul. A Kázmér és Huba egy képsornak készült, és nem is akarom, hogy bármi más legyen belőle. Ez az a hely, ahol minden úgy működik, ahogy én akartam” – írta Watterson évekkel a sorozat befejezése után. Nyilatkozata szerint mivel képsora a szereplők párbeszédeire, kapcsolatrendszerére, reakcióira és személyiségére épül, és nem egyszerű viccekre, egyetlen panel kiragadása, pólóra vagy bögrére nyomtatása nem képes ugyanazt a hatást visszaadni. Véleménye szerint a szereplőit mintázó babák, saját világukból, környezetükből teljesen kiragadva, csupán egyszerű árucikkek lennének. Watterson emellett nem szerette volna az engedélyek kiadását, és az azokkal kapcsolatos ügyeket felügyelni, melyek megosztották vagy elvonták volna figyelmét és idejét magáról a képsorról. Nyilatkozata szerint büszke volt rá, hogy a Kázmér és Huba „minden szavát ő írta”, és hogy „minden vonalát ő húzta meg”, mely az egyik biztosítéka volt annak, hogy műve személyes maradjon. Emellett Watterson kezdettől fogva igen visszahúzódó volt és nem szerette a nyilvánosságot. Védte a magánéletét, így csak ritkán nyilatkozott vagy adott interjúkat, és nem engedte az újságíróknak, hogy fényképet készítsenek róla. Ebből adódóan az első Kázmér és Huba gyűjteménykötet megjelenésekor, 1987-ben sem tett eleget a sajtóügynökség felkérésének, hogy egy körúton népszerűsítse a kiadványt.
Wattersonnak már a sorozat első évében felajánlották a lehetőséget képsora széles körű licencelésére. A sajtóügynökségével kötött szerződése emellett garantálta a Universal Press Syndicate számára művének kizárólagos felhasználásának jogait. Wattersont ekkor még mint kezdő képregényalkotót jobban foglalkoztatta képsorának megjelentetése, mint a reklámtermékek kérdése, és még fenntartásai sem voltak olyan erősek velük szemben, mint később. A Universalnak ugyan nem volt feltétlenül szüksége a beleegyezésére az engedélyek megadásáról, de ugyanakkor szerették volna, ha együttműködik velük. Watterson azonban erre nem volt hajlandó, így a sajtóügynökség sem kötött licencszerződéseket a képsorra. A vita évekig húzódott és fokozódott, míg végül Watterson öt év után úgy döntött, hogy ha nem gyakorolhat teljes felügyeletet alkotása felett, inkább be is fejezi a sorozatot. A Universal hajlandó volt új szerződést kötni vele, és visszaadta neki a Kázmér és Hubához fűződő jogait. Watterson a vitás kérdések rendeződése után vette ki első, kilenc hónapos kutatói szabadságát 1991 májusában.

## Reklámtermékek, a képsorhoz kapcsolódó egyéb árucikkek és adaptációk
Bill Watterson ellenérzései miatt csak igen kevés, a Kázmér és Hubához kapcsolódó hivatalos termék készült, melyek többsége a képsort megjelentető újságoknak szétküldött reklámtermék, naptár vagy litográfia volt. A képsor népszerűsége miatt azonban az évek folyamán számos engedély nélküli termék, így például ruházati cikkek és kiegészítők kerültek piacra, melyek gyakran igen súlyosan sértették a Kázmér és Huba szellemiségét. „Csak tolvajok és vandálok kerestek pénzt a Kázmér és Huba-termékekkel.” – írja Watterson. A Universal Press Syndicate igyekezett fellépni a jogsértésekkel szemben, így például 1993-ban pert nyert egy kaliforniai férfival szemben, aki pólókon használta fel Watterson szereplőit. Az egyik leghírhedtebbé vált illegális termék egy 1994 körül felbukkanó lökhárítómatrica-sorozat lett, melyek darabjain Kázmér különböző számokra vizelt. A számok NASCAR-versenyzők rajtszámaira utaltak, így például a 2-es Rusty Wallace-re, a 3-as Dale Earnhardtra, a 24-es pedig Jeff Gordonra. A matricák nem csak Watterson és sajtóügynöksége jogait sértették, hanem a versenyzőkét is, mivel többük neve és rajtszáma szintén védjegyi oltalom alatt állt. A jogsértés mellett a dél-karolinai hatóságok a matricát használókat akár annak obszcén természete miatt is megbírságolhatták. Mivel azonban ezek gyakran házilag készültek, a Universalnak nem volt lehetősége eredményesen fellépni ellenük, és elsősorban a kereskedőknek címzett figyelmeztető levelekkel próbálta meggátolni azok árusítását. A matricának más változatai is megjelentek, melyeken Kázmér például különböző autóemblémákra pisil.
Bár Watterson az animációs filmet, mint médiumot a képregény „kiteljesedésének” nevezte, értékelte az általa kínált művészi lehetőségeket és nagyra tartotta a műfaj aranykorának animátorait, így például Tex Avery és Chuck Jones munkáit, mégis úgy vélte, hogy képsora számára nem biztos, hogy ez járható út lenne. Ehhez többek között hozzájárult ellenérzése a csapatmunkával szemben is, mivel nem kedvelte, ha mások befolyást gyakorolnak munkájára. Bár hivatalos adaptációja nem készült Watterson képsorának, több rövid amatőr és rajongói munka is napvilágot látott. Köztük például Donato Di Carlo olasz tanuló iskolai munkája, mely több videómegosztó weboldalra is felkerült az interneten, vagy az Adult Swim tévécsatorna Robot Chicken című műsorának egyik paródiája.

## Gyűjteménykötetek
A reklámtermékekkel és kereskedelmi céllal készülő más árucikkekkel szemben Bill Watterson kezdettől fogva lelkes támogatója volt képsorai gyűjteménykötetekben való kiadásának. „A könyvek egységként, folyamatában mutatják be a művet, jobb papíron és nagyobb méretben, mint az újságok. A könyvek tartósabbak is, ami alapvető a képsor művészetének fejlődéséhez.” – nyilatkozta Watterson. A Kázmér és Huba első fekete-fehér gyűjteménykötete 1987 áprilisában jelent meg, a sorozattal azonos címen, az Andrews McMeel Universal, a Universal Press Syndicate anyavállalatának kiadásában. A kötet tervezett példányszáma 50 000 darab volt, de sikere miatt, és annak ellenére, hogy Watterson nem volt hajlandó részt venni az ilyenkor szokásos népszerűsítési hadjáratban, augusztus végére a kiadott példányszám már az 500 000-et is elérte. Ezt az évek folyamán, az újabb képsorok megjelenésével, további tíz kötet követte, valamint egyéb gyűjtemények mellett három, úgynevezett „kincses”-kiadvány is, melyek a hétköznap megjelenő fekete-fehér képsorok mellett a vasárnapi történetek színes változatát is tartalmazták. Ezekben a kötetekben Watterson külön ezen kiadványok számára készített munkái is helyet kaptak. Így például az első, The Essential Calvin and Hobbes című kincses-kiadvány különleges tartalma a 78 soros A Nauseous Nocturne című illusztrált vers volt, mely Kázmér egy éjszakai kalandját meséli el a szobájában megbúvó félelmetes szörnyeteggel. A vasárnapi történetek Watterson első, 1991-es kutatói szabadsága után megújult formátuma a gyűjteménykötetekre is hatással volt. Ezek közül a nyolcadik már a korábbiaknál jóval szélesebb méretben jelent meg, valamint a vasárnapi képsorok is színesben voltak olvashatóak benne.
1995-ben, néhány hónappal a sorozat befejezése előtt jelent meg a Kázmér és Huba tizedik évfordulója alkalmából a The Calvin and Hobbes Tenth Anniversary Book című gyűjteménykötet. A válogatott képsorokat, és az azokhoz fűzött megjegyzéseket tartalmazó kiadványban Watterson több témában is megosztotta gondolatait az olvasóival, így például alkotói hozzáállásáról a Kázmér és Hubához, a képsorok általános helyzetéről és megítéléséről, valamint a sajtóügynökségével való kapcsolatáról. 2001-ben, az Ohio Állami Egyetem által fenntartott Billy Ireland Képregény Könyvtár és Múzeumban rendezett első Kázmér és Huba-kiállítás alkalmából jelent meg a Calvin and Hobbes: Sunday Pages, 1985-1995 című kiadvány. A kötetben Watterson azon vasárnapi képsorainak eredeti rajzai kaptak helyet, melyek a kiállításon is megtekinthetőek voltak. A kiadvány előszavát a múzeum kurátora, Lucy Shelton Caswell, bevezetőjét Bill Watterson írta. Az Andrews McMeel 2005-ben, a Kázmér és Huba huszadik évfordulójának alkalmából adta ki a három kötetes, közel 1500 oldalas The Complete Calvin and Hobbes című gyűjteményt, mely a sorozat összes, mintegy 3160 képsorát, valamint Wattersonnak a Kázmér és Hubához kötődő egyéb munkáit is tartalmazta.

## Kritikai elismerése, hatása és utóélete
Bill Watterson Kázmér és Hubája rövid idő alatt igen széles körű elismertségre tett szert, mind az olvasók, mind a kritikusok és képregényalkotók körében. Szűk másfél évvel a sorozat első képsorának megjelenése után, 1987-ben a Los Angeles Times már külön cikkben mutatta be Wattersont és munkáját, aki egy évvel korábban, 28 évesen, az addigi legfiatalabb alkotóként nyerte el a National Cartoonists Society által az év kiemelkedő művészének adományozott Reuben-díjat, amelyet 1988-ban ismét elnyert, 1992-ben pedig jelöltje volt. Szintén 1988-ban a képregényalkotók közössége a leghumorosabb képsornak járó díjat is Wattersonnak ítélte, valamint a Houston Chronicle és a St. Louis Post-Dispatch olvasói is kedvenc képsoruknak választották az ekkor még mindig újdonságnak számító Kázmér és Hubát. A kezdetben az Egyesült Államokban, nagyjából 35 újságban megjelenő Kázmér és Huba tízéves története végén világszerte 2400 lapban volt olvasható. Watterson munkája számos alkotóra volt és van hatással még évekkel sorozata eredeti megjelenése után is, többek között Mark Tatullira, a Liō, Richard Thompsonra, a Zsákutca (Cul de Sac), és Jef Mallett, a Frazz című képsorok alkotóira is. 2009-ben jelent meg Nevin Martell Bill Wattersonnal és képsorával foglalkozó Looking for Calvin and Hobbes című könyve, ami az író jellemzése szerint „egy átvitt és metaforikus értelemben vett utazás Watterson életén át”. Martell több mint száz személlyel készített interjút a könyv megírása során, bár magával Wattersonnal közvetlenül nem sikerült felvennie a kapcsolatot. Joel Allen Schroeder rendező és munkatársai részben közösségi támogatással kezdte forgatni Dear Mr. Watterson című dokumentumfilmjét, amelyben „olvasók, rajongók és alkotók emlékein, történetein és anekdotáin keresztül” kívánja feltárni Watterson képsorának hatását. A filmet 2011-ben tervezik bemutatni.
Az Ohio Állami Egyetem Billy Ireland Képregény Könyvtár és Múzeuma először 2001-ben állította ki Watterson válogatott képsorait, 2005 óta pedig az intézmény őrzi az alkotó által adományozott mintegy 3000 eredeti Kázmér és Huba-rajzból álló gyűjteményt. Szintén 2005-ben, a Kázmér és Huba első megjelenésének huszadik évfordulójának alkalmából a The Complete Calvin and Hobbes című háromkötetes gyűjtemény kiadása mellett a Universal Press Syndicate 17 hétre, szeptember 4. és december 31. között ismét elérhetővé tette a képsort az újságok számára az Egyesült Államokban. A nyilvánosságtól való visszahúzódásáról ismert Watterson pedig a jubileum alkalmából az olvasók által beküldött, válogatott kérdésekre válaszolt. Az Egyesült Államok Postaszolgálata 2010 júliusában kiadott, Sunday Funnies nevű bélyegíve öt kiemelkedően sikeres amerikai képsornak állít emléket, melyek között a Kázmér és Huba is szerepel.
A Kázmér és Hubáról az évek folyamán több, szakmai lapokban, illetve könyvekben közzétett tanulmány is született, amelyek különböző szempontokból, például a lacani filozófia tételeivel párhuzamba állítva, vagy éppen a gyermekek pszichoterápiás kezelésében való felhasználhatósága alapján vizsgálták a művet. 1993-ban, még a képsor megjelenése ideje alatt jelent meg, a Universal Press Syndicate és Bill Watterson külön engedélyével, Linda Holmen és Mary Santella-Johnson Teaching with Calvin and Hobbes olvasókönyve gyermekek számára. Az engedély mindössze 2500 példány egyszeri kiadására szólt, és kizárólag tanárok és oktatók között terjesztették. A Kázmér és Huba egyik képsora a tudományos életben is idézetté vált. Kázmér az 1992. június 21-én megjelent vasárnapi képsorban a világegyetem megszületésére használt „Nagy Bumm”-kifejezést becsmérli, amiért az nem fejezi ki eléggé a jelenség csodálatos mivoltát. Véleménye szerint a „Horrendous Space Kablooie” jóval árnyaltabb lenne. A fogalom, amelyet gyakran HSK-nak rövidítenek, azóta könyvekben, újságcikkekben, és egyetemi előadásokban is feltűnt.

## Magyarul
- Kázmér és Huba gyűjtemény; ford. Nikowitz Nóra; Vad Virágok Könyvműhely, Újhartyán, 2007–2013
  - 1. Kázmér és Huba; 2007
  - 2. Valami folyik az ágy alatt; 2007
  - 3. Irány észak!; 2008
  - 4. Marslakók és más furcsaságok; 2008
  - 5. Bosszú, édes bosszú; 2009
  - 6. A tudományos fejlődés zsákutcája; 2009
  - 7. A vérszomjas hómutánsok támadása; 2010
  - 8. Annyi a tennivaló!; 2010
  - 9. Véres mancsú dzsungelmacskaszörny; 2011
  - 10. Tele a világ kincsekkel!; 2011
  - 11. Varázslatos világ; 2013
- Kázmér és Huba. Jubileumi válogatás; ford. Nikowitz Nóra; Vad Virágok Könyvműhely, Bp., 2012
- Kázmér és Huba képeskönyve lusta vasárnapokra. Vasárnapi Kázmér és Huba képsorgyűjtemény; ford. Nikowitz Nóra; Vad Virágok Könyvműhely, Bp., 2012
- Kázmér és Huba felfedezése; ford. Nikowitz Dorka, Nikowitz Nóra, Benes Attila; Vad Virágok Könyvműhely, Újhartyán, 2019

## Külső hivatkozások
- Calvin and Hobbes Comic Strip (angol nyelven). GoComics.com. Universal Uclick
- Vad Virágok Könyvműhely (magyar nyelven). Vad Virágok Könyvműhely. Vad Virágok Könyvműhely
- Tim Hulsizer: Calvin and Hobbes: Magic on Paper (angol nyelven). Lunatic Hub. magánkiadás
- Martijn Reemst: Calvin and Hobbes Extensive Strip Search (angol nyelven). reemst.com. magánkiadás. [2010. március 29-i dátummal az eredetiből archiválva]. (Hozzáférés: 2010. október 26.)
- Michael "Bing" Yingling: Calvin & Hobbes Search Engine (angol nyelven). michaelyingling.com. magánkiadás